# سوپرلیگا آمریکای شمالی ۲۰۱۰
سوپرلیگا آمریکای شمالی ۲۰۱۰ چهارمین دوره سوپرلیگا آمریکای شمالی بود. چهار تیم برتر لیگ برتر فوتبال فصل ۲۰۰۹ که برای لیگ قهرمانان کونکاکاف واجد شرایط نبودند، و همچنین چهار باشگاه از لیگ برتر مکزیک، جواز حضور را کسب کردند.

## تیم‌ها
تیم‌ها براساس عملکرد خود در لیگ‌های آمریکا و مکزیک توسط فدراسیون خود انتخاب شدند.
در ۲۸ آوریل ۲۰۱۰، ام‌ال‌اس اعلام کرد که برای فصل ۲۰۱۰، چهار تیم برتر از جدول رده‌بندی فصل عادی ام‌ال‌اس ۲۰۰۹ که در لیگ قهرمانان کونکاکاف ۱۱–۲۰۱۰ شرکت نکرده‌اند، واجد شرایط سوپرلیگا ۲۰۱۰ خواهند بود.
لیگ برتر مکزیک اعلام کرد که شرکت‌کنندگان آن چهار تیم برتر جدول رده‌بندی کلی سال ۲۰۰۹ (آغازین ۲۰۰۹ و پایانی ۲۰۰۹) هستند که در لیگ قهرمانان کونکاکاف ۱۱–۲۰۱۰ شرکت نکرده‌اند. علاوه بر این، باشگاه آمریکا (پنجم در سال ۲۰۰۹) از شرکت در مسابقات خودداری کرد.
از  لیگ برتر فوتبال
- هیوستون دینامو (رتبه سوم فصل ۲۰۰۹)
- شیکاگو فایر (رتبه پنجم فصل ۲۰۰۹)
- چیواس یواس‌ای (رتبه ششم فصل ۲۰۰۹)
- نیوانگلند رولوشن (رتبه هفتم فصل ۲۰۰۹)

از  لیگ برتر مکزیک
- پاچوکا (رتبه دوم مجموع فصل ۲۰۰۹)
- مورلیا (رتبه پنجم مجموع فصل ۲۰۰۹)
- پوئبلا (رتبه ششم مجموع فصل ۲۰۰۹)
- اونام (رتبه نهم مجموع فصل ۲۰۰۹)

## مرحله گروهی
تیم‌ها به دو گروه ۴ تیمی تقسیم شدند. دو باشگاه از هر لیگ به یک گروه رفتند و دو تیم برتر به نیمه نهایی راه یافتند.

### گروه A
| تیم            | بازی | برد | مساوی | باخت | گل زده | گل خورده | گل تفاضل | امتیاز |
| -------------- | ---- | --- | ----- | ---- | ------ | -------- | -------- | ------ |
| هیوستون دینامو | ۳    | ۲   | ۱     | ۰    | ۴      | ۲        | ۲+       | ۷      |
| پوئبلا         | ۳    | ۲   | ۰     | ۱    | ۵      | ۳        | ۲+       | ۶      |
| چیواس یواس‌ای   | ۳    | ۱   | ۱     | ۱    | ۳      | ۳        | ۰        | ۴      |
| پاچوکا         | ۳    | ۰   | ۰     | ۳    | ۲      | ۶        | ۴−       | ۰      |

| هیوستون دینامو    | ۲ – ۱  | پاچوکا    |
| ----------------- | ------ | --------- |
| انگوونیا ۱۸'، ۸۵' | Report | مانسو ۵۱' |

| چیواس یواس‌ای | ۱ – ۲  | پوئبلا                  |
| ------------ | ------ | ----------------------- |
| اومانیا ۸۵'  | Report | الیورا ۶' · گونزالس ۶۲' |

| هیوستون دینامو | ۱ – ۱  | چیواس یواس‌ای |
| -------------- | ------ | ------------ |
| پالمر ۶'       | Report | پادیلا ۷۱'   |

| پاچوکا      | ۱ – ۳  | پوئبلا                      |
| ----------- | ------ | --------------------------- |
| آریزالا ۸۰' | Report | پریرا ۲۵' · اورتیز ۶۷'، ۷۵' |

| هیوستون دینامو | ۱ – ۰  | پوئبلا |
| -------------- | ------ | ------ |
| اودورو ۶۳'     | Report |        |

| چیواس یواس‌ای | ۱ – ۰  | پاچوکا |
| ------------ | ------ | ------ |
| مالدونادو ۷' | Report |        |

### گروه B
| تیم              | بازی | برد | مساوی | باخت | گل زده | گل خورده | گل تفاضل | امتیاز |
| ---------------- | ---- | --- | ----- | ---- | ------ | -------- | -------- | ------ |
| نیوانگلند رولوشن | ۳    | ۳   | ۰     | ۰    | ۳      | ۰        | ۳+       | ۹      |
| مورلیا           | ۳    | ۱   | ۱     | ۱    | ۷      | ۴        | ۳+       | ۴      |
| شیکاگو فایر      | ۳    | ۱   | ۰     | ۲    | ۲      | ۶        | ۴−       | ۳      |
| اونام            | ۳    | ۰   | ۱     | ۲    | ۲      | ۴        | ۲−       | ۱      |

| نیوانگلند رولوشن | ۱ – ۰  | اونام |
| ---------------- | ------ | ----- |
| شیلاوسکی ۱۸'     | Report |       |

| شیکاگو فایر | ۱ – ۵  | مورلیا                                                 |
| ----------- | ------ | ------------------------------------------------------ |
| کینی ۴۹'    | Report | هرناندز ۴' · ری ۳۴' · صباح ۴۰' · لوگو ۵۰' · لوسانو ۷۰' |

| شیکاگو فایر | ۰ – ۱  | نیوانگلند رولوشن |
| ----------- | ------ | ---------------- |
|             | Report | پروویچ ۷۷'       |

| مورلیا              | ۲ – ۲  | اونام                  |
| ------------------- | ------ | ---------------------- |
| ری ۲' · دروگوئت ۵۳' | Report | آگوستو ۶۸' · کورتس ۸۵' |

| نیوانگلند رولوشن  | ۱ – ۰  | مورلیا |
| ----------------- | ------ | ------ |
| مارکو پتروویچ ۶۲' | Report |        |

| شیکاگو فایر | ۱ – ۰  | اونام |
| ----------- | ------ | ----- |
| کونده ۳۵'   | Report |       |

## مرحله حذفی

### نمودار
|  | نیمه نهایی           | نیمه نهایی |                     |   | فینال | فینال |
|  |                      |            |                     |   |       |       |
|  | ۴ اوت – فاکسبرو      |            |                     |   |       |       |
|  |                      |            |                     |   |       |       |
|  | نیوانگلند رولوشن (پ) | ۱ (۵)      |                     |   |       |       |
|  | نیوانگلند رولوشن (پ) | ۱ (۵)      | ۱ سپتامبر – فاکسبرو |   |       |       |
|  | پوئبلا               | ۱ (۳)      |                     |   |       |       |
|  | پوئبلا               | ۱ (۳)      | نیوانگلند رولوشن    | ۱ |       |       |
|  | ۵ اوت – هیوستون      |            | نیوانگلند رولوشن    | ۱ |       |       |
|  |                      | مورلیا     | ۲                   |   |       |       |
|  | هیوستون دینامو       | مورلیا     | ۲                   | ۰ |       |       |
|  | هیوستون دینامو       |            |                     | ۰ |       |       |
|  | مورلیا               | ۱          |                     |   |       |       |
|  | مورلیا               | ۱          |                     |   |       |       |

### نیمه نهایی
| نیوانگلند رولوشن                      | ۱–۱    | پوئبلا                        |
| ------------------------------------- | ------ | ----------------------------- |
| - مانسالی ۵۶'                         | Report | - الیورا ۵۸'                  |
| ضربات پنالتی                          |        |                               |
| جوزف · رئیس · تیرنی · فیلان · مانسالی | ۵–۳    | الیورا · خوارز · آیالا · لوگو |

| هیوستون دینامو | ۰–۱    | مورلیا          |
| -------------- | ------ | --------------- |
|                | Report | - میگل صباح ۴۷' |

### فینال
| نیوانگلند رولوشن | ۱–۲    | مورلیا              |
| ---------------- | ------ | ------------------- |
| - آلستون ۷۹'     | Report | - صباح ۶۵' (پ)، ۷۵' |